# Bazylika San Pietro in Ciel d’Oro
Bazylika San Pietro in Ciel d’Oro (bazylika Świętego Piotra w „Złotym Niebie”) – rzymskokatolicki kościół w Pawii pod wezwaniem św. Piotra Apostoła. Jest kościołem klasztornym augustianów. Administracyjnie należy do diecezji Pawii. Jego nazwa pochodzi od złoconego sklepienia apsydy, względnie od dawnego, złoconego stropu kasetonowego. Znajdują się w nim relikwie św. Augustyna z Hippony, złożone w ozdobnym grobowcu (Arca di Sant’Agostino) oraz grobowce filozofa Boecjusza i króla Longobardów, Liutpranda.
Kościół nosi zwyczajowy tytuł bazyliki mniejszej. Jest, obok bazyliki San Michele Maggiore, najbardziej znaczącym zabytkiem średniowiecznej architektury sakralnej Pawii.

## Historia

### Pierwotny kościół
Obecny kościół San Pietro in Ciel d’Oro, położony pierwotnie poza murami miejskimi, został zbudowany na miejscu starszej świątyni, być może w miejscu męczeńskiej śmierci i pochówku Boecjusza, filozofa, oskarżonego o zdradę i zabitego w 524 roku na polecenie króla Teodoryka. Istnienie kościoła potwierdza kilka źródeł z VI wieku. Paweł Diakon przypisuje królowi Liutprandowi założenie między 720 a 725 rokiem klasztoru obok kościoła; około 722 roku Liutprand przeniósł z Sardynii do Pawii szczątki św. Augustyna z Hippony, aby ukryć je przed najazdami Saracenów. Bazylika i klasztor zostały zniszczone przypuszczalnie w X wieku, podczas najazdu Węgrów na Pawię.

### Obecny kościół
Obecny kościół został ufundowany między 1090 a 1130 rokiem. Jego nazwa pochodzi prawdopodobnie od pierwotnego, pozłacanego stropu z drewna lub złotej mozaiki na sklepieniu apsydy. Około 1117 lub 1120 augustianie zaczęli odbudowę kościoła w stylu romańskim. 8 maja 1132 roku został on poświęcony przez papieża Innocentego II, składającego wizytę w Lombardii. Do kościoła zostały przeniesione szczątki króla Liutpranda, znajdujące się dotychczas w kościele Sant'Adriano. Z uwagi na obecność grobów sławnych ludzi: św. Augustyna z Hippony, Boecjusza i króla Liutpranda kościół zyskał rozgłos jako miejsce kultu. W 1487 roku Giacomo de Santis przebudował sklepienie nawy środkowej, prawdopodobnie usuwając na żądanie ówczesnego przeora augustianów drewniany, kasetonowy strop. W 1789 roku, podczas likwidacji wspólnot religijnych, klasztor po stronie północnej kościoła został zarekwirowany na potrzeby wojska, natomiast ten po stronie południowej częściowo rozebrano w 1803 roku. Zburzono też dzwonnicę. Bazylika, ograbiona z wyposażenia, została sprzedana prywatnemu właścicielowi z przeznaczeniem na magazyn i popadła w ruinę. W 1825 roku biskup Tosi, wykorzystując wizytę Franciszka I w Pawii, otrzymał klasztor z przeznaczeniem na siedzibę seminarium diecezjalnego. Kościołowi, będącemu magazynem wojskowym, groziła rozbiórka i sprzedaż na materiał budowlany z odzysku. W 1864 roku stał się on ponownie własnością państwa, ale jego stan techniczny nadal się pogarszał; w 1877 roku zawaliła się część nawy. W 1884 roku w podjęto w nim prace restauracyjne. 15 czerwca 1896 roku został ponownie otwarty dla kultu.

## Architektura i otoczenie
Ceglana, dwuspadowa, dwukondygnacyjna fasada jest podzielona pionowo na trzy części dwoma asymetrycznymi przyporami, przechodzącymi w części górnej w pilastry. W centrum górnej części znajduje się okno w kształcie krzyża, flankowane dwoma oknami okrągłymi. Poniżej nich umieszczono trzy okna pojedyncze (monoforia), a pod nimi trzy biforia. Pod krawędzią szczytu wykonano terakotowy gzyms, a pod nim rząd ślepych arkad. Po lewej stronie kościoła znajduje się były klasztor Kanoników Regularnych św. Augustyna, mieszczący obecnie koszary Karabinierów. Po prawej stronie stoi Klasztor św. Augustyna, zamieszkały przez augustianów, którzy prowadzą w nim Centrum Kultury Augustiańskiej (Centro Culturale Agostiniano) imienia papieża Benedykta XVI, który zainaugurował jego działalność podczas swej wizyty 22 kwietnia 2007 roku.

## Wnętrze

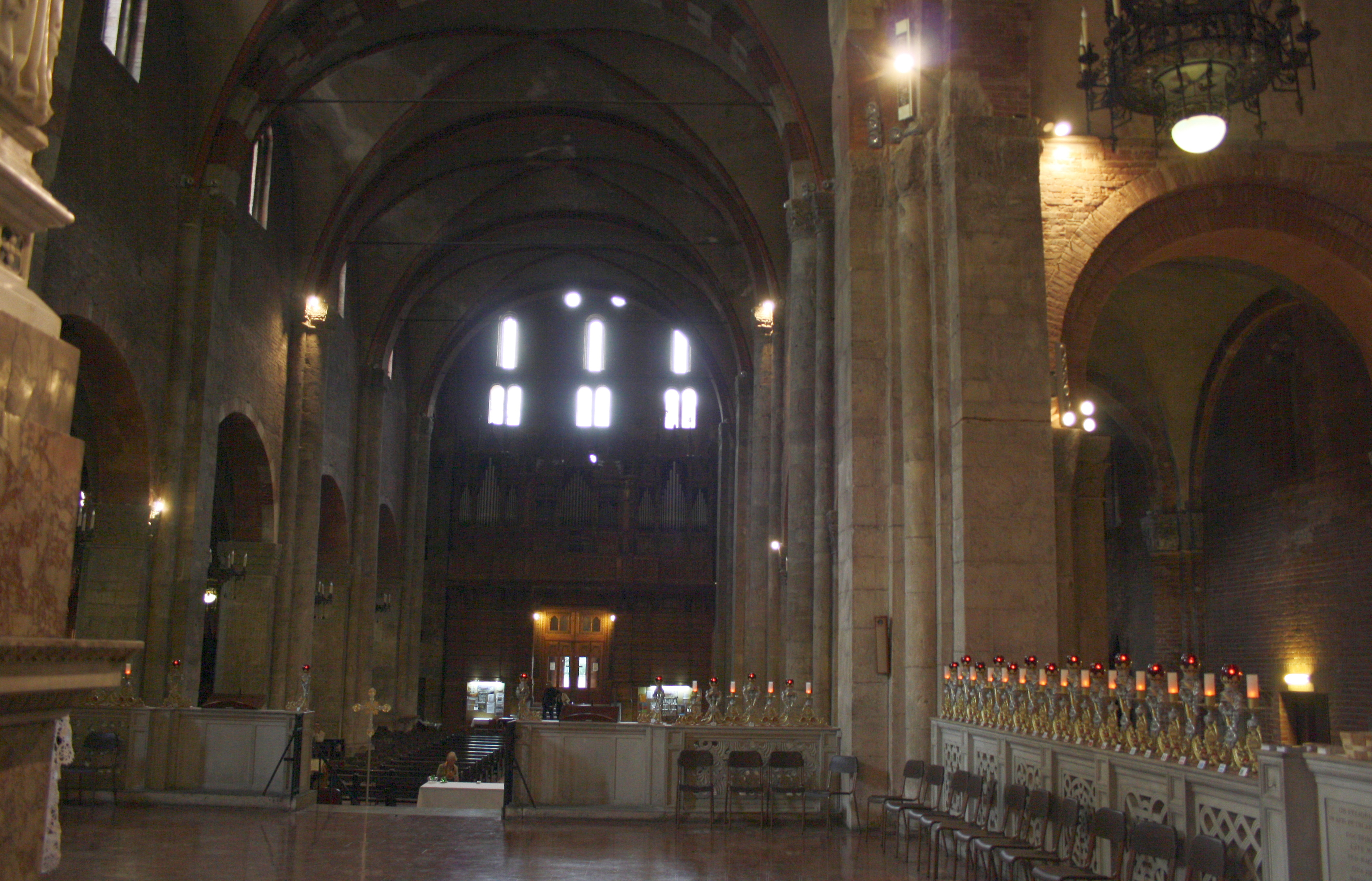
Nawa środkowa – widok od strony prezbiterium

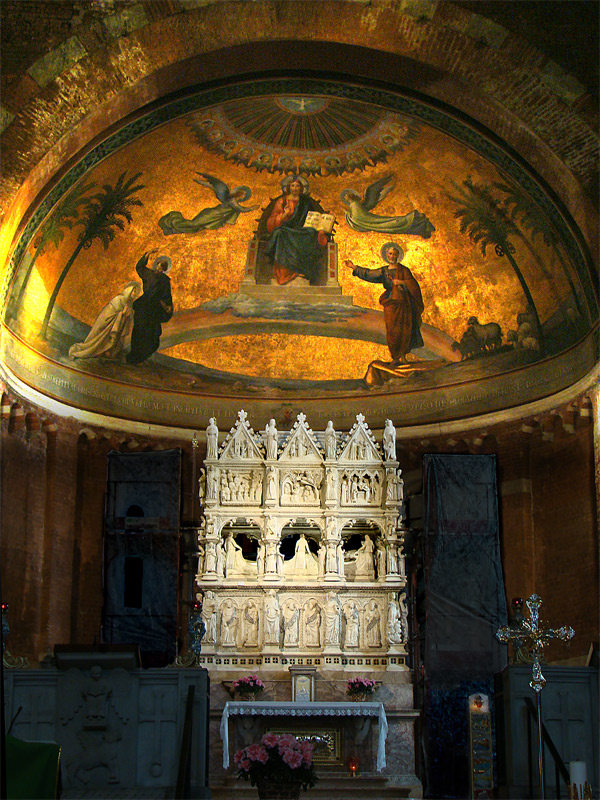
Złote sklepienie apsydy (Ciel d’Oro) i grobowiec św. Augustyna z Hippony

Kościół wewnątrz jest trzynawowy, pięcioprzęsłowy. Przęsła nawy głównej są prostokątne, natomiast naw bocznych – kwadratowe. Nawa środkowa jest szersza od bocznych. Pod sklepieniem miał znajdować się pierwotnie pozłacany, drewniany, kasetonowy strop, od którego kościół wziął swoją nazwę. Za ścianą tęczową rozciąga się transept, którego ramiona nie wychodzą poza obrys korpusu nawowego. Na skrzyżowaniu naw wznosi się ośmioboczna kopuła, wsparta na pendentywach w stylu lombardzkim.
Sklepienie apsydy prezbiterium zostało pokryte w XX wieku pozłacaną mozaiką (Ciel d’oro). Na ołtarzu głównym ustawiony jest marmurowy sarkofag św. Augustyna z Hippony z 1362 roku, udekorowany płaskorzeźbami i 150 posągami aniołów, świętych i biskupów. Poza nimi w kościele znajdują się grobowce Boecjusza i króla Liutbranda. Wszystkie trzy zostały upamiętnione w Pieśni X, w części Raj Boskiej komedii Dantego, w liście Petrarki do Boccaccia oraz przez samego Boccaccia w Dekameronie. Obszerna zakrystia z 1561 roku została udekorowana w stylu manierystycznym. Organy zbudowano w 1913 roku, przebudowano w 1978, a odrestaurowano w 1990 roku.